# Shane Claiborne
Shane Claiborne (né le 11 juillet 1975) est un dirigeant chrétien évangélique américain, auteur et cofondateur de la communauté intentionnelle The Simple Way et des Chrétiens des lettres rouges.

## Biographie
Il est né à Maryville (Tennessee) le 11 juillet 1975. Durant son enfance, il fréquente une église méthodiste. Son père, qui est un vétéran de la guerre du Vietnam, meurt quand Shane a 9 ans. Après avoir été invité dans une église pentecôtiste par des amis du lycée, il devient chrétien évangélique et se fait baptiser. Il étudie la sociologie et la pastorale des jeunes à l’Université de l'Est et obtient un Bachelor of Arts en 1997. Durant ses études, il travaille avec Mère Teresa pendant 10 semaines à Calcutta, en Inde.

### Ministère
Après ses études, il sert à la Willow Creek Community Church de Chicago. En 1998, avec cinq autres diplômés de l’Université de l'Est, il fonde la communauté intentionnelle The Simple Way à Kensington (Philadelphie) ,.
En 2006, il publie le livre The Irresistible Revolution: Living as an Ordinary Radical, un plaidoyer pour la simplicité volontaire chrétienne et la justice sociale.
En 2007, avec Tony Campolo, il fonde les Chrétiens des lettres rouges, dans le but de rassembler les évangéliques qui croient en l'importance d'insister sur les enjeux de justice sociale évoquées par Jésus (dont les paroles sont en rouge dans certaines traductions de la Bible).
En juin 2008, avec Chris Haw, il visite des églises et des centres communautaires de différentes villes des États-Unis dans un autobus scolaire rénové, roulant au carburant à l’huile végétale usagée, portant la mention "Jesus for President", pour donner des conférences sur la justice sociale chrétienne. En septembre, ils publient le livre Jesus for President: Politics for Ordinary Radicals. En 2023, il publie le livre Rethinking Life: Embracing the Sacredness of Every Person, qui appelle à étendre la définition chrétienne du mouvement "pro-vie" à d'autres questions que la lutte contre l’avortement, telles que la violence armée, la pauvreté, la peine de mort et l’ouverture à l’immigration.

## Vie personnelle
Il épouse Katie Jo Brotherton en 2011.
Il est membre d'une église anabaptiste.

## Distinctions
En 2010, il reçoit un doctorat honoris causa de l’Université de l'Est.